# Spiranthes simpsonii
Spiranthes simpsonii är en orkidéart som beskrevs av Paul Miles Catling och Charles John Sheviak. Spiranthes simpsonii ingår i släktet skruvaxsläktet, och familjen orkidéer. Inga underarter finns listade i Catalogue of Life.